# مارچیشوو
مارچیشوو (به لاتین: Marciszów) یک روستا در لهستان است که در گمینا مارچیشوو واقع شده‌است.